# Benoît Pedretti
Benoît Pedretti (født 12. november 1980 i Audincourt, Frankrig) er en fransk fodboldspiller, der spiller som midtbanespiller hos Nancy. Han har tidligere blandt andet spillet for Lille, FC Sochaux, Olympique Marseille, Lyon og AJ Auxerre. 
Med Sochaux vandt han i 2004 den franske liga cup og med Lyon det franske mesterskab i 2006.

## Landshold
Pedretti står (pr. marts 2018) noteret for 22 kampe for Frankrigs landshold, som han debuterede for den 20. november 2002. Han var en del af den franske trup der vandt Confederations Cup i 2003 og nåede kvartfinalerne ved EM i 2004.

## Titler
Ligue 1
- 2006 med Olympique Lyon

Fransk Liga Cup
- 2004 med FC Sochaux

Confederations Cup
- 2003 med Frankrig